# Кедринский, Валерий Кириллович
Валерий Кириллович Кедринский (4 ноября 1938 года) — советский и российский учёный в области механики, доктор физ.-мат. наук, профессор, заместитель директора Института гидродинамики РАН, лауреат премии Ленинского комсомола, Государственной премии СССР в области науки и техники, премии имени М. А. Лаврентьева

## Биография
Родился 4 ноября 1938 года.
Доктор физико-математических наук, профессор.
Академик РАЕН (1992).
Заместитель директора Института гидродинамики СО РАН, возглавляет лабораторию механики многофазных сред и кумуляции.

## Награды
- Премия Ленинского комсомола
- Государственная премия СССР в области науки и техники (в составе группы, за 1983 год) — за цикл работ «Волновая динамика газо-жидкостных систем» (1952—1982)
- Премия имени М. А. Лаврентьева (2006) — за серию научных работ по единой тематике «Нестационарные явления в однородных и многофазных средах: динамика структуры, кумулятивные течения, ударные волны и кавитация»